# Telia Company
Telia Company é uma empresa multinacional sueco-finlandesa de telecomunicações, foi fundada em 9 de dezembro de 2002 após a fusão da sueca Telia com a finlandesa Sonera, com a junção das duas empresas se criou a maior companhia de telecomunicações dos países nórdicos.
Em fevereiro de 2008 a companhia anunciou um grande corte de gastos para economizar 500 milhões de euros, foram 2900 demissões (sendo 2000 na Suécia e 900 na Finlândia) e em junho de 2008 a empresa de telecomunicações francesa France Telecom (atual Orange S.A.) ofereceu 42 bilhões de dólares para adquirir a TeliaSonera, porém em julho de 2008 a TeliaSonera rejeitou a oferta de compra dos franceses.
Em 2013 a empresa era a quinta maior empresa de telecomunicações da Europa, possuía mais de 189 milhões de clientes, mais de 26.000 empregados, sendo que 44% dos empregados eram mulheres e 56% eram homens.
Em julho de 2014 a sua concorrente Tele2 vendeu todos os seus ativos na Noruega para a TeliaSonera por 744 milhões de dólares.

## Acionistas
O governo da Suécia é o maior acionista da empresa com 37,9% das ações e em segundo lugar está o governo da Finlândia com 10,1% das ações.

### Maiores acionistas com mais de 1% das ações
Dados dos acionistas do dia 30 de setembro de 2014:
- Governo da Suécia - 37,9%
- Governo da Finlândia - 10,1%
- Capital Group Funds - 4,1%
- BNY Mellon Investment Fund - 1,5%
- SHB Funds - 1,3%
- AMF Insurance & Funds - 1,3%
- SEB Funds - 1,1%
- Nordea Funds -  1,0%
- Fourth Swedish National Pension Fund - 1,0%

## Operações

### Afeganistão
A empresa detêm 12,25% do capital da Roshan, maior empresa de telecomunicações daquele país.

### Azerbaijão
A empresa é dona de 58% da Azercell.

### Dinamarca
Na Dinamarca a TeliaSonera opera como operadora de telefonia móvel (Telia), uma Operadora móvel com rede virtual MVNO móvel (Call Me) e um provedor de banda larga (Telia).

### Espanha
É dona de 76% da Yoigo, a quarta maior operadora de telefonia Espanhola.

### Estonia
A empresa detêm 100% da Eesti Telekom, maior empresa de telecomunicações da Estonia.

### Finlândia
A TeliaSonera na Finlândia opera com a marca Sonera e é a maior operadora de telefonia móvel na Finlândia e também um dos maiores provedores de serviços de telefonia e Internet, opera também as marcas Cygate para soluçõe de infra-estrutura de TI e opera a marca DataInfo, especializada em  soluções de TI e comunicação.

### Georgia
A empresa possui 74,3% da Geocell, líder no ramo naquele país e também dona da Lailai, que opera serviços de telefonia movél.

### Cazaquistão
A empresa detêm 61,9% da Kcell.

### Letônia
TeliaSonera possui 60,3% da Latvian Mobile Telephone (LMT) e também é dono de 49% dos Lattelecom , (que detém 23% do LMT). Ela também é dono de 60,3% da Lattelecom e que atua em serviços de telefonia para empresas.

### Lituânia
A companhia possui da Omnitel e também possui 88,2% da Teo LT, maior provedor de internet daquele país.

### Moldávia
TeliaSonera é a segunda maior operadora da Moldávia e possui uma participação de 74,3% na Moldcell.

### Nepal
Desde de outubro de 2008, TeliSonaera detêm 80% das ações da Ncell, a maior empresa de telecomunicações do Nepal.

### Noruega
A empresa é dona de 100% das empresas NetCom e Chess.

### Rússia
Controla 25,2% da MegaFon, a segunda maior operado da Rússia.

### Suécia
Na Suécia opera com as marcas Telia e Halebop.

### Turquia
Em território Turco, a TeliaSonera é proprietária de 38% da Turkcell, a maior empresa de telecomunicações da Turquia.

### Uzbequistão
No Uzbequistão é dona de 94% da UCell.